# Cycle
Cycle è l'ottantaquattresimo album in studio del chitarrista statunitense Buckethead, pubblicato il 17 aprile 2014 dalla Hatboxghost Music.
Si tratta del cinquantaseiesimo disco appartenente alla serie "Buckethead Pikes".

## Tracce
Musiche di Buckethead.
1. Repair Station – 7:31
2. Cycle – 9:52
3. Replacement Decal – 13:06

## Formazione
- Buckethead – chitarra, basso, programmazione